# 八戸西郵便局
八戸西郵便局（はちのへにしゆうびんきょく）は青森県八戸市にある郵便局である。民営化前の分類では集配普通郵便局であった。

## 概要
住所：〒039-1199 青森県八戸市長苗代二日市4-1

## 沿革
- 1891年（明治24年）9月1日 - 尻内（しりうち）郵便局（三等）として開局[1]。
- 1898年（明治31年）11月16日 - 貯金取扱を開始。
- 1899年（明治32年）9月16日 - 為替取扱を開始。
- 1962年（昭和37年）11月30日 - 豊崎郵便局から電話交換業務を移管[2]。
- 1965年（昭和40年）2月28日 - 電話交換事務を八戸電報電話局に移管。
- 1969年（昭和44年）2月9日 - 和文電報配達事務を八戸電報電話局に移管。
- 1973年（昭和48年）9月17日 - 八戸市一番町から同市尻内町へ移転[3]。
- 1975年（昭和50年）9月10日 - 特定郵便局から普通郵便局に局種別改定するとともに、八戸西郵便局に改称。
- 1996年（平成8年）12月2日 - 八戸市尻内町から、同市長苗代に局舎を新築、移転。
- 1999年（平成11年） - 外国通貨の両替および旅行小切手の売買に関する業務取扱を開始。
- 2007年（平成19年）10月1日 - 民営化に伴い、併設された郵便事業八戸西支店に一部業務を移管。
- 2012年（平成24年）10月1日 - 日本郵便株式会社発足に伴い、郵便事業八戸西支店を八戸西郵便局に統合。

## 取扱内容
- 郵便、印紙、ゆうパック、内容証明
- 貯金、為替、振替、振込、国際送金、国債、投資信託
- 生命保険、バイク自賠責保険、自動車保険、がん保険、引受条件緩和型医療保険
- ゆうちょ銀行ATM（払込用紙による送金対応機種）
- 八戸市内の西部地域（〒039-11xx）の集配業務
- ゆうゆう窓口

## 周辺
- 八戸合同庁舎
- 三戸地方保健所（旧八戸保健所）
- 八戸市立西園小学校
- 国道104号
- 馬淵川

## アクセス
- JR東北新幹線・東北本線・八戸線、青い森鉄道線 八戸駅（東口）から徒歩約19分
- 八食100円バス、八戸市営バス、南部バス 二日市停留所、もしくは八戸市営バス、南部バス 卸センター通停留所下車、それぞれ徒歩約2分[4]
- 八戸自動車道 八戸ICから北西へ約3.5km、百石道路 八戸北ICから南へ約6km
- 国道454号沿い
- 駐車場あり：30台